# Візьми моє життя... Будь ласка!
Візьми моє життя… Будь ласка! (англ. Take My Life... Please!) — перший сегмент 22-го епізоду 1-го сезону телевізійного серіалу «Сутінкова зона».

## Сюжет
Головний герой епізоду, популярний американський комік Біллі Даймонд, відігравши черговий номер у прямому ефірі американського телебачення, сідає за кермо свого автомобіля, збираючись їхати додому. Раптом із заднього сидіння автівки на нього нападає інший, менш відомий комік, та, погрожуючи пістолетом, наказує йому їхати до свого помешкання. Даймонд питає в нападника, що йому потрібно. Останній звинувачує Біллі в тому, що він вкрав у нього номер — той самий, що був відіграний в цей вечір, і, посилаючись на тяжке фінансове становище, а також на те, що віднині йому доведеться створювати інший номер для виступу на телебаченні, вимагає грошової компенсації від Даймонда. Останній намагається відібрати зброю в свого відчайдушного колеги, але йому це не вдається. В результаті вони обоє потрапляють в аварію та гинуть.
Загинувши, Біллі Даймонд потрапляє до нічного клубу. Там йому пропонують вийти на сцену та відіграти номер для прослуховування. Не розуміючи спочатку, що з ним відбулося, Біллі намагається пояснити, що він — відомий американський комік, зірка телебачення. У відповідь на це чоловікові пояснюють, що він знаходиться в паралельному світі й усі, хто оточує його, мертві. Зрозумівши, що він знаходиться там, де його ніхто не знає, Біллі невпевнено виходить на сцену. Зал просить, щоб він розповідав про своє життя та зустрічає кожну репліку Даймонда стосовно себе гучним сміхом та аплодисментами. Біллі намагається перейти на іншу тематику, однак присутнім це не сподобалося, в результаті чоловік із задніх рядів просить, щоб Біллі розповідав тільки про себе. Коміку доводиться розповідати про темні сторони своєї біографії, в тому числі й про той випадок, коли він побив молоду дівчину. Цю розповідь зал також зустрічає сміхом і аплодисментами. Після цього Біллі на прохання публіки довелося розповідати про загибель своєї матері. Ця тема виявилася нестерпною для коміка. Особливо болюче його вразила реакція залу, який щиро сміявся з його горя. В результаті Біллі швидко покидає сцену. Незважаючи на абсолютний успіх виступу, а також на вигідні контракти, які заключив його новий покровитель, Біллі Даймонд перебуває в абсолютно пригніченому стані — він вважає себе поганою людиною через те, що дозволив глядачам так відверто глузувати з себе та з усього, що було та залишається дорогим його серцю.

## Заключна оповідь
«Давайте всі поаплодуємо, пані та панове, дружно поаплодуємо Біллі Даймонду — цьому шибайголові, який розсмішить вас до коліків. Він з успіхом виступав у Голівуді, Лас-Вегасі, а тепер від його успіхів корчаться в лабіринтах Зони сутінків.»

## Цікаві факти
- Епізод триває менш як п'ятнадцять хвилин.
- Епізод не має оповіді на початку.
- Назва епізоду походить від висловлювання-жарту американського гумориста Генні Янгмена: «А тепер візьми мою дружину. Будь ласка!» (англ. «Now take my wife. Please!»)

## Ролі виконують
- Тім Томерсон — Біллі Даймонд
- Рей Бактеніца — Макс
- Ксандер Берклі — Дейв
- Джим МакКрелл — Марті

## Прем'єра
Прем'єрні покази епізоду відбулися в США та Великій Британії 28 березня 1986, одним з перших епізод був показаний також у Нідерландах (18 липня 1990).